# Гирдимово
Гирди́мово (рос. Гырдымово) — присілок у складі Шарканського району Удмуртії, Росія.

## Населення
Населення — 3 особи (2010; 6 у 2002).
Національний склад станом на 2002:
- удмурти — 67 %
- росіяни — 33 %

## Урбаноніми[3]
- вулиці — Нова